# Alfarrasí
Alfarrasí este un oraș din provincia Valencia, Spania. În 2023 avea o populație de 1.183 locuitori.
1. ↑  Nomenclátor Geográfico de Municipios y Entidades de Población (20240402 edition)